# Olgierd Łukaszewicz
Olgierd Marian Łukaszewicz (n. 7 septembrie 1946, Chorzów, Polonia) este un actor polonez de teatru, televiziune și film și activist cultural și social. În anii 2002–2005 și 2011–2018 a fost președinte al Asociației Artiștilor de Teatru Polonezi (Związku Artystów Scen Polskich, ZASP).

## Biografie
A absolvit Școala a VII-a Gimnazială din Katowice. În 1968 a absolvit Școala de Teatru de Stat (Akademia Sztuk Teatralnych im. Stanisława Wyspiańskiego w Krakowie) din Cracovia.
A fost actor al Teatrului Rozmaitości din Cracovia (în 1968–1970) după care s-a mutat la Varșovia. A lucrat în teatrele din Varșovia: Dramatyczny (1970–1973), Współczesny (1973–1974), Powszechny (1974–1986) și Studio (1986–1997).
În 1988 a plecat la Viena. A apărut pe scenele de limbă germană timp de opt ani încontinuu. A fost actor cu normă întreagă la Teatrul Municipal din Bonn timp de două sezoane. După revenirea sa în țară, a lucrat ca actor la Teatrul Național (Teatru Narodowego, 1997–2001), iar în 2000 a revenit pe scena Teatrului Contemporan (Teatru Współczesnego). Din 2003 este membru al echipei Teatrului Polonez.
În 1997, în timpul Festivalului Vedetelor de la Międzyzdroje, și-a lăsat amprenta mâinii pe Promenada Stelelor.
Olgierd Łukaszewicz a fost inițiatorul mai multor acțiuni neobișnuite ale actorilor teatrelor din Varșovia. De Sărbătoarea Tuturor Sfinților, în 1999, Cortul întâlnirii (Namiot Przymierza) a avut loc în fața Teatrului Național, ceea ce a fost un eveniment - un mesaj al actorilor polonezi dedicat memoriei evreilor, iar în 2000, Sybir - ultimul rămas bun (Sybir – ostatnie pożegnanie) – un eveniment - omagiu adus celor exilați. El este cel care a inspirat Noaptea pelerinului (Nocy pielgrzyma) - o piesă de teatru de mister în onoarea lui Juliusz Słowacki, care a avut loc la 29 septembrie 2001 cu ocazia dezvelirii monumentului poetului din Piața Bankowy din Varșovia.

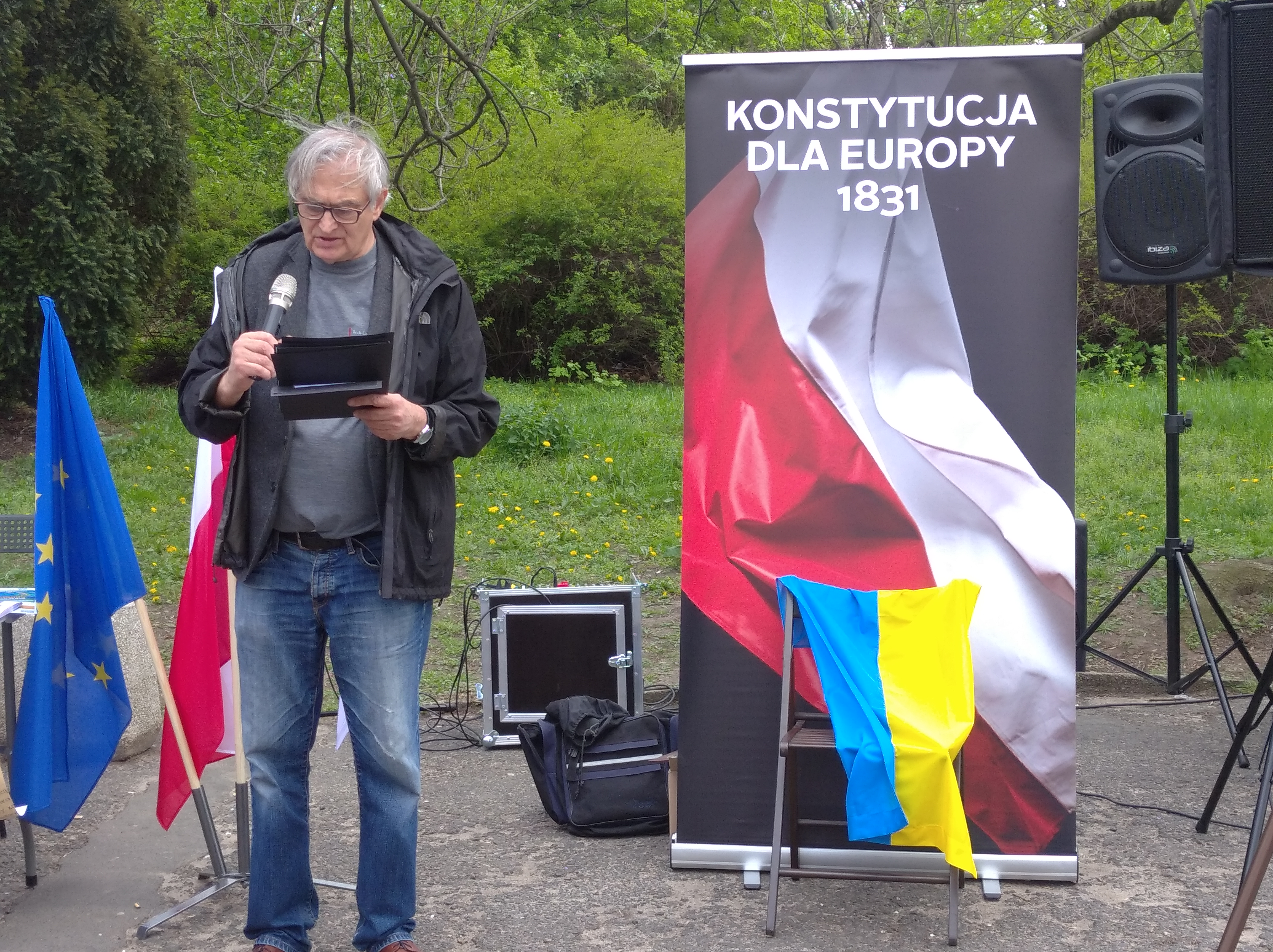
Olgierd Łukaszewicz în timpul discursului său la din parcul Skaryszewski (în 2022).

În anii 2002–2005 a fost președinte al Asociației Artiștilor de Teatru Polonezi (ZASP). În 2005, a fost membru al Comitetului de onoare în sprijinul lui Lech Kaczyński la alegerile prezidențiale. La 17 ianuarie 2011, cu ocazia împlinirii a 40 de ani de Adunarea Generală Extraordinară a Delegaților ZASP la Skolimów, a fost reales președinte al ZASP. A deținut această funcție până la 15 aprilie 2018, când a fost ales în locul său Paweł Królikowski⁠(d).
La 8 decembrie 2017, Olgierd Łukaszewicz a înființat o fundație numită Cetățenii mei ai Uniunii Europene - Fundacja im. Wojciech B. Jastrzębowski. Partidul Uniunea Democraților Europeni (Unia Europejskich Demokratów) a declarat că are o strânsă cooperare cu fundația, iar Łukaszewicz a participat la scurt timp la o ședință a consiliului său național.
În 2018 a susținut candidaturile lui Piotr Ikonowicz⁠(d) și Jacek Wojciechowicz⁠(d) la primăria Varșoviei. În 2019 a candidat fără succes pentru Parlamentul European pe lista partidului Wiosna (anterior, Nowoczesna⁠(d) l-a recomandat fără succes pe lista Coaliției Europene).
Łukaszewicz are un frate geamăn - Jerzy⁠(d), care este regizor de film și director de imagine. 
Este soțul actriței Grażyna Marzec⁠(d).

## Filmografie (selecție)
- 1970: Salt of the Black Earth (Sól ziemi czarnej) – Gabriel Basista
- 1970: Pădurea de mesteceni (Brzezina) – Stanisław, fratele lui Bolesław
- 1972: Pearl in the Crown (Perła w koronie) – Jaś
- 1972: Nunta (Wesele) – spectrul pictorului visat de Marysia
- 1977: The Story of Sin (Dzieje grzechu) – Zygmunt Szczerbic
- 1975: Nights and Days (Noce i dnie) – Janusz Ostrzeński
- 1978: Jörg Ratgeb – Painter – Bishop
- 1981: Fever (Gorączka: Dzieje jednego pocisku) – Marek
- 1982: Interrogation (Przesłuchanie) – Konstnty
- 1984: Sexmission (Seksmisja) – Albert Starski
- 1986: Boris Godunov – Mikolaj Czernikowski
- 1987: Magnat – Franzel
- 1987: Kingsajz⁠(d) – Paragraph
- 1988: A Short Film About Killing (Krótki film o zabijaniu) – Andrzej
- 1988: Alchemik – Sendivius
- 1988: Decalogue II & Decalogue V – Andrzej Geller
- 1994: Johnnie Waterman – Old man
- 2000: Keep Away from the Window (Daleko od okna) – Regina's emissary
- 2001: The Hexer (Wiedźmin) – Stregobor
- 2005: Karol: A Man Who Became Pope (Karol, un uomo diventato papa) – Karol Wojtyła’s father
- 2009: Generał Nil⁠(d) – General Emil “Nil” Fieldorf⁠(d)
- 2009: Było sobie miasteczko...

Actor de voce :
- 1995: Rob Roy – Rob Roy MacGregor
- 1998: Rudolph the Red-Nosed Reindeer: The Movie
- 1999: Inspector Gadget – Sanford “Claw” Scolex
- 2000: The Adventures of Rocky and Bullwinkle – President Signoff
- 2005: Have No Fear: The Life of Pope John Paul II – Karol Wojtyła
- 2005: Pope John Paul II – Cardinal Adam Sapieha⁠(d)
- 2009: Copernicus' Star
- 2012: Frankenweenie – Mr. Rzykruski